# Église Saint-Charles des Ruffins
L'église Saint-Charles des Ruffins est une église de Montreuil (Seine-Saint-Denis), située rue des Ruffins, dans le quartier éponyme. Elle est construite à côté de la chapelle Saint-Charles.

## Historique

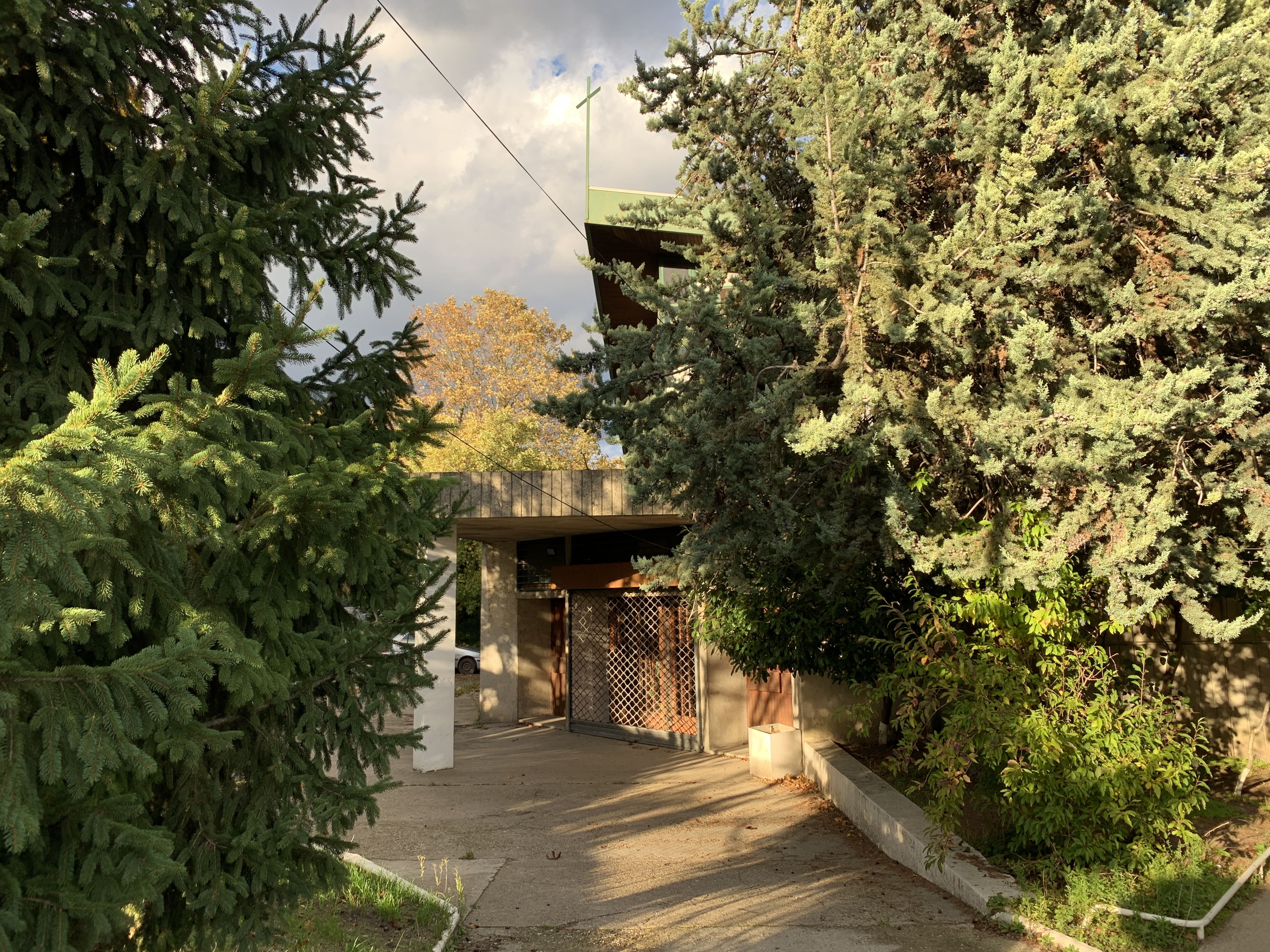
L'église Saint-Charles en 2020.

Tout d'abord, une chapelle est construite en 1933 par l'architecte Charles Venner,, dans le cadre de l'Œuvre des Chantiers du Cardinal.
Par la suite, sur la même parcelle, la chapelle étant devenue trop petite, Georges Auzenat construit en 1965 l’église actuelle.

## Description
C'est un bâtiment de plan carré dont la charpente est faite de tôles d'acier.
Des vitraux de pavés de verre multicolores, placés en haut des murs, apportent une luminosité à la nef qui, en pente, converge vers l'autel situé vers le bas,.
Devant le parvis est plantée une croix de bois. Une autre croix, cette fois métallique, est placée au coin du toit.

## Paroisse
Bien que cette église soit dévolue principalement au culte catholique, la communauté orthodoxe moldave y est aussi accueillie dans sa liturgie,, avec le père Valeriu Jornea,.